# Pavlos Kontides
Pavlos Kontides (Grieks: Παύλος Κοντίδης) (Limasol, 11 februari 1990) is een Cypriotisch zeiler. Kontides deed mee in de laser-klasse op de Zomerspelen van 2008, 2012 en Spelen van 2016. 
Kontides werd de eerste Cyprioot die een medaille haalde op de Olympische Spelen voor Cyprus, hij behaalde zilver achter de Australiër Tom Slingsby. Kontides was niet de eerste Cyprioot die een medaille behaalde op de Spelen, maar de tweede. De eerste Cyprioot, Ioannis Phrangoudis, behaalde in 1896 medailles voor Griekenland in de schietsport.
Zijn trainer is Jozo Jaković.